# Вікторія Платова
Вікторія Євгенівна Соломатіна (11 січня 1965, Миколаїв, УРСР) — російська письменниця, автор гостросюжетних романів. Свої художні літературні твори публікує під псевдонімом Вікторія Платова.

## Життєпис
Живе і працює в Санкт-Петербурзі. Закінчила ВДІК за фахом «сценарист».[джерело?] З середини 1990-х рр. пише гостросюжетні детективи. Перша книга, «В тихому болоті» (рос. В тихом омуте), вийшла 1998 року.
З 2004 року працює в жанрі «містичний детектив»; автор визначає його як «психопатологічний трилер», «магічний реалізм». Наскрізна тема творчості: людина в граничному стані (ескапізм)[джерело?].
В даний час твори Вікторії Платової видаються Видавничим Домом АСТ і видавництвом «ЕКСМО».
За мотивами творів Вікторії Платової було знято серіали: «Полювання на Попелюшку» (рос. Охота на Золушку) (письменниця брала участь у сценарії), «Ніж у хмарах» (рос. Нож в облаках), «Битви сонечок» (рос. Битвы божьих коровок), «Таксі для ангела», «Смерть на кінчику хвоста» (рос. Смерть на кончике хвоста), «Переможний вітер, ясний день» (рос. Победный ветер, ясный день).
Твори Вікторії Платової перекладено кількома європейськими мовами. Книги видано в Нідерландах, Угорщині, Болгарії, Німеччині, Польщі.
Роман Вікторії Платової «8-9-8» (2008) було включено в лонг-ліст творів, допущених до участі в конкурсі на здобуття премії «Російський Букер». У шорт-лист роман не потрапив.[джерело?]

## Твори
- «У тихому болоті» (рос. В тихом омуте) (1998)
- «Лялечка для монстра» (рос. Куколка для монстра) (1999)
- «Ешафот забуття» (рос. Эшафот забвения) (1999)
- «Корабель привидів» (рос. Корабль призраков) (1999)
- «Купель диявола» (рос. Купель дьявола) (2000)
- «Кришталева пастка» (рос. Хрустальная ловушка) (2000)
- «Смерть на кінчику хвоста» (рос. Смерть на кончике хвоста) (2000)
- «Ритуал останньої шлюбної ночі» (рос. Ритуал последней брачной ночи) (2000—2001)
- «Битви сонечок» (рос. Битвы божьих коровок) (2001)
- «Таксі для ангела» (рос. Такси для ангела) (2001)
- «Коханці в засніженому саду» (рос. Любовники в заснеженном саду) (2001)
- «Переможний вітер, ясний день» (рос. Победный ветер, ясный день)(2002 — у співавторстві з «ЕКСМО»); пізніше вийшла в авторській редакції у видавництві «АСТ».
- «Анук, mon amour …» (2004)
- «Жахливі невинні» (рос. Ужасные невинные) (2005)
- «Після кохання» (рос. После любви) (2006)
- «Тінгл-Тангль» (рос. Тингль-Тангль) (2006)
- «Bye-Bye, Baby» (2007)
- «8 → 9 → 8» (2008)
- «STALINGRAD. Станція метро»(2008)
- «З життя карамелі» (рос. Из жизни карамели) (2009)
- «Марія в пошуках кита» (рос. Мария в поисках кита) (2010)
- «Дивна пригода в сезон дощів» (рос. Странное происшествие в сезон дождей) (2011)
- «Інспектор і метелик» (рос. Инспектор и бабочка) (2012)
- «В полоні Левіафана» (рос. В плену Левиафана) (2013)
- «Вона вже мертва» (рос. Она уже мертва) (2014)
- «Змії і сходи» (рос. Змеи и лестницы) (2015)
- «Два квитки в ніколи» (рос. Два билета в никогда) (2016)
- «Що приховують червоні маки» (рос. Что скрывают красные маки) (2017)
- «Пастка для птахів» (рос. Ловушка для птиц) (2018)

## Екранізації
- 2000 «Полювання на Попелюшку» (рос. Охота на Золушку) (14 серій) (за романами «У тихому болоті», «Лялечка для монстра» і «Ешафот забуття»)
- 2002 «Ніж у хмарах» (рос. Нож в облаках) (8 серій) (за романом «Ритуал останньої шлюбної ночі»)
- 2005 «Корабель привидів» (рос. Корабль призраков) (4 серії) (за однойменним романом) (проект не був завершений)
- 2006 «Битви сонечок» (рос. Битвы божьих коровок) (4 серії) (за однойменним романом)
- 2006 «Таксі для ангела» (4 серії) (за однойменним романом)
- 2007 «Кришталева пастка» (рос. Хрустальная ловушка) (4 серії) (за однойменним романом) (проект не був завершений)
- 2009 «Невигадане вбивство» рос. Непридуманное убийство(4 серії) (за романом «Смерть на кінчику хвоста»)
- 2009 «Переможний вітер, ясний день» (рос. Победный ветер, ясный день) (4 серії) (за однойменним романом)
- 2015 «Минуле вміє чекати» (рос. Прошлое умеет ждать) (4 серії) (за романом «Вона вже мертва»)
- 2015 «Капкан для зірки» (рос. Капкан для звезды) (4 серії) (оригінальний сценарій, разом з Тетяною Окатьєвою)
- 2018/2019 «Північне сяйво» (рос. Северное сияние) (2 сезону) (оригінальний сценарій, разом з Белою Прибиловою)
- 2018 «Купель диявола» (рос. Купель дьявола) (4 серії) (за однойменним романом)
- 2020 «Змії і сходи» (рос. Змеи и лестницы) (4 серії) (за однойменним романом)

## Пісні
Після знайомства з українською співачкою Джамалою на фестивалі «Садиба. Jazz» (рос. Усадьба. Jazz) у Санкт-Петербурзі, написала текст пісні для композиції «Я люблю тебе». 6 березня 2013 року вийшов новий сингл Джамали, а також відеокліп на композицію «Кактус», текст до якого написали Джамала і Вікторія Платова.

## Цікаві факти
Вікторії Соломатіній вдалося через суд отримати від «Ексмо» грошову компенсацію в розмірі 500 000 рублів за те, що після того як письменниця розірвала контракт з «Ексмо», це видавництво продовжило випускати під її ім'ям твори інших людей.
Книги «Смерть в уламках вази мебен» (рос. Смерть в осколках вазы мэбен), «Нубійський хрест», «Танець Лакшмі» написані Петровою Наталією під псевдонімом «Вікторія Платова» (масова письменниця детективів видавництва ЕКСМО).